# ディストラクションズ
「ディストラクションズ」（原題: Distractions）は、1989年にポール・マッカートニーが発表した楽曲。アルバム『フラワーズ・イン・ザ・ダート』に収録されている。

## 概要
マッカートニーは2017年3月のインタビューで「"お気に入り "の1つなんだ。クレア・フィッシャーという人物と連絡を取ったんだ。その人の仕事はプリンスのアルバムで知っていただけで、そこでとても素敵なアレンジを聴いたんだ。この曲を書いたとき、「少しジャズっぽいけど、やり過ぎない、本当に良いアレンジがあったらいいな」と思ったんだよ。それでクレアと連絡を取ってみたら、彼は中年の男性で驚いた。でも、彼は素晴らしい、ちょっと天才的な人だった。彼と何度も話し合って、アイデアを得たんだ。そのアレンジがとても気に入ったんだ」と語っている。
また、1989年夏のファンクラブ会報誌では、「彼は僕が大好きなアレンジをしてくれたんだ、とてもハリウッド的で、とても...ドリス・デイの映画のようで、とても奇妙な小さな領域だけど、素敵なんだよ」とコメントしている。
歌詞は妻であるリンダ・マッカートニーに宛てたものであり、マッカートニーは2017年に「僕は良いラブソングが好きなんだ。そして、バラードを書きたい気分のときはいつもいいもので、これを書くために腰を下ろしたときもそうだったんだ。もしあなたが誰かを愛しているなら、その人と十分な時間を過ごすことができないことが、ひとつの問題であることに思い至ったんだ。なぜなら、やるべきことがあったり、仕事があったり、他の人との約束があったり、いろいろあるからだよ。そこで、メインイベントの邪魔になるようなものを、「Distractions」と呼んでもいいのではないかと考えたんだ。これが基本的なことだよ」と語っている。
楽曲はマッカートニー、リンダ、ヘイミッシュ・スチュアートによる3声のハーモニーにより構成されている。
1990年の来日時に、島田歌穂がこの曲をカヴァーし、その音源がマッカートニーの来日公演のコマーシャルに使用された。

## ライブ・パフォーマンス
マッカートニーのライブでは披露されたことは2022年現在はないが、1989年3月3日のテレビ出演時に披露された。

## クレジット
- ポール・マッカートニー - リード・ボーカル、バッキング・ボーカル、ベース、アコースティック・ギター、パーカッション
- リンダ・マッカートニー - バッキング・ボーカル
- ヘイミッシュ・スチュアート - バッキング・ボーカル、アコースティック・ギター
- クリス・ウィッテン - ドラムス、パーカッション
- クレア・フィッシャー - オーケストレーション
- 演奏者不明 - ストリングス